# Гази Мехмет пашина џамија
Гази Мехмет пашина џамија (алб. Xhamia e Gazi Mehmet Pashës) такође позната и као Бајракли џамија једна је од џамија у Призрену.

## Опште информације
Овај верски објекат један је од најстаријих исламских на простору Косова и Метохије. Џамије почела да се прави 1561. године, а изграђена је 1573. Комплекс обухвата џамију, библиотеку, мектеб и медресу, јавна купатила, стамбене и друге објекте у пречнику од 150 м.
Данашњи музеј Призренске лиге био је један од његових објеката. Комплекс се налази на другој страни Призренске Бистрице наспрам средњовековног утврђења Призренски Град.  Џамија има квадратну основу и бројне прозоре, а главни михраб и минбер су од мермера, док је она грађена од камена.
Џамију је подигао вакуф Дукађиноглу Гази Мехмед паша, праунук Дукађиногла Ахмед-паше. Његов малоузеј саграђен је у дворишту џамије, али никада није коришћен јер је он преминуо у периоду између 1594-96. године у Угарској.